# Yvonne Rainer
Yvonne Rainer (San Francisco, 22 november 1934) is een Amerikaanse danseres, choreograaf en filmmaakster, die van grote betekenis is geweest voor de ontwikkeling van de moderne dans in de twintigste eeuw. Als medeoprichter van het Judson Dance Theatre in New York wordt ze beschouwd als een van de grondleggers van het postmodernisme in de dans.

## Leven en werk
Yvonne Rainer groeide op in San Francisco in een immigrantengezin. Haar moeder was Joods en kwam uit Polen, terwijl haar vader, een anarchist en huisschilder, uit Italië kwam. In 1957, op 23-jarige leeftijd, ging ze naar New York, aanvankelijk om actrice te worden. Daarna raakte ze echter meer geïnteresseerd in moderne dans en begon te studeren aan de Martha Graham School. Later studeerde ze ook bij Merce Cunningham.
Rainer richtte in 1962 het Judson Dance Theatre op, samen met Trisha Brown, Elaine Summers, Meredith Monk en anderen, die optraden in de Judson Memorial Church in New York. De eerste voorstelling op 6 juli 1962 wordt beschouwd als de geboorte van de postmoderne dans. In 1965 publiceerde ze een manifest met haar visie op de postmoderne dans onder de titel No Manifesto, waarin ze de specifieke kenmerken van de moderne dans met zijn spectaculaire kanten, de nadruk op fysieke bekwaamheid, enz. verwierp, om een minimalistische stijl te bepleiten. Deze esthetiek illustreerde ze in haar choreografie Trio A (1966)
Na 1972 richtte Rainer zich op het medium film en regisseerde verschillende experimentele films. Daarnaast verscheen ze in verschillende films van anderen, zoals Madame X – Eine absolute Herrscherin van de Duitse regisseur Ulrike Ottinger (1977).
Rainer woont en werkt in New York en Los Angeles.

## Onderscheidingen en prijzen
- 1969, 1988: Beurs van de John-Simon Guggenheim Foundation
- 1990: Fellow van de MacArthur Foundation
- 2004: Women's Caucus for Art Lifetime Achievement Award
- 2007: Lid van de American Academy of Arts and Sciences
- 2015: Merce Cunningham Award van de Foundation for Contemporary Arts
- 2017: USA Grant

## Werken (selectie)

### Choreografieën
- 1961: Three Satie Spoons
- 1961: Three Seascapes
- 1962: Ordinary Dance
- 1963: Terrain
- 1963: We Shall Run
- 1965: Parts of Some Sextets
- 1966: Trio A / The Mind is a Muscle, Part I
- 1969: Continuous Project - Altered Daily (in april 1999 te zien in Ottone, Utrecht)[4]
- 1970: War
- 1973: This Is the Story of a Woman Who…
- 2010: Spiraling Down
- 2013: Assisted Living: Do You Have Any Money?

### Filmografie
- 1966: Hand Movie
- 1967: Volleyball
- 1968: Rhode Island Red
- 1969: Line
- 1966–69: Five Easy Pieces
- 1972: Lives of Performers
- 1974: Film about a Woman Who...
- 1976: Kristina Talking Pictures
- 1978: Trio A (in juni 1980 te zien op zes locaties in Nederland in het kader van De dans voorbij, onderdeel van het Holland Festival)[5]
- 1980: Journeys from Berlin/1971
- 1985: The Man Who Envied Woman
- 1990: Privilege
- 1996: MURDER and murder
- 2002: After Many A Summer Dies The Swan: Hybrid
- 2023: The Man Who Envied Women (remake?)

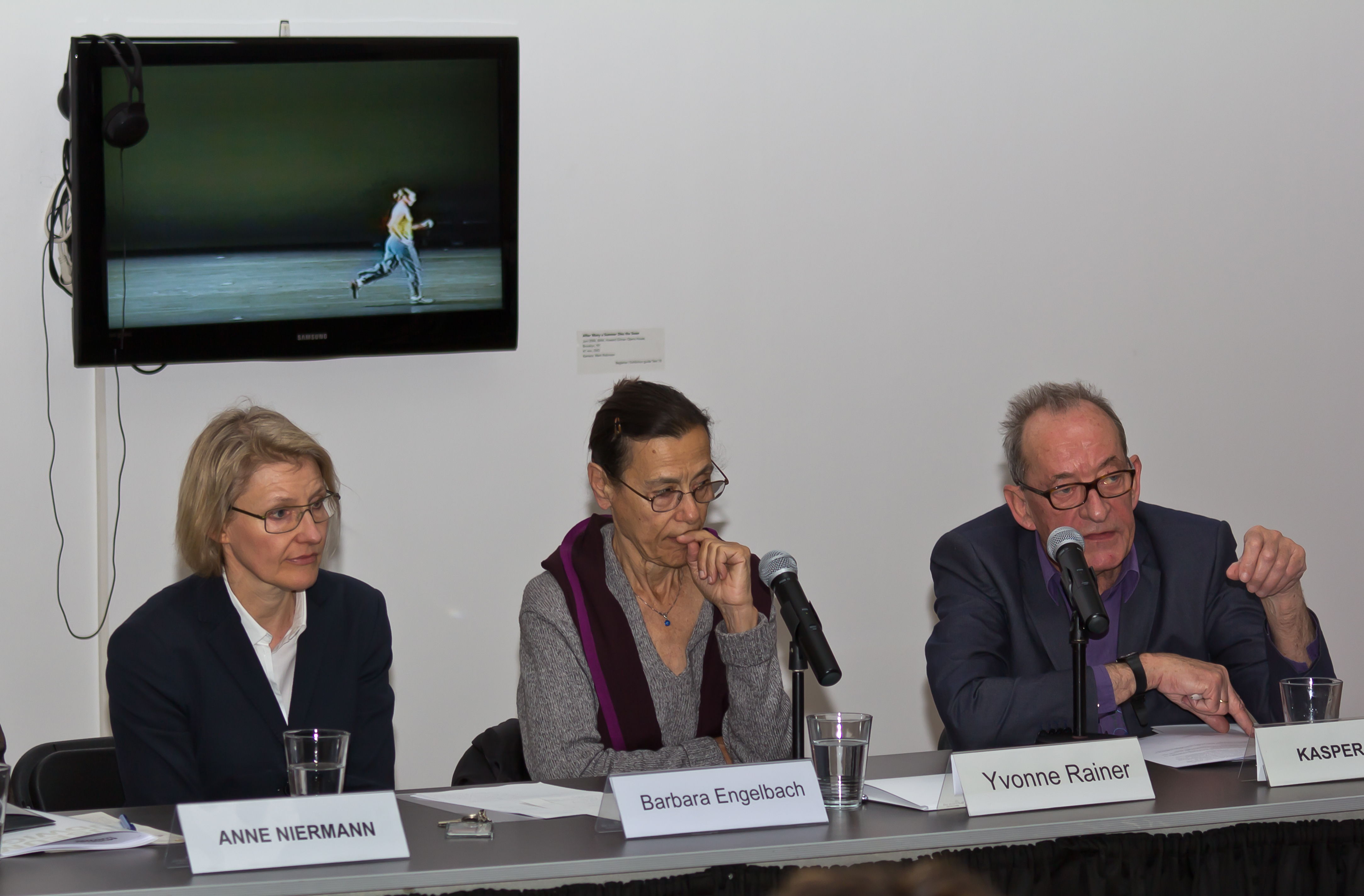
Yvonne Rainer (midden) tijdens een persconferentie bij de tentoonstelling Yvonne Rainer – Raum, Körper, Sprache in Museum Ludwig, Keulen (2004)

### Solotentoonstellingen (selectie)
- 2004: Yvonne Rainer - Radical Juxtapositions 1961-2002, in Los Angeles Contemporary Exhibitions (LACE), Los Angeles en Haggerty Museum of Art (Marquette University), Milwaukee
- 2012: Yvonne Rainer. Raum, Körper, Sprache (retrospectief), in Kunsthaus Bregenz en Museum Ludwig, Keulen
- 2018: Yvonne Rainer Selected Works, Irish Museum of Modern Art, Dublin

### Groepstentoonstellingen (selectie)
- 1977: documenta 6, Kassel
- 1999: Impact: Revealing Sources for Contemporary Art, Contemporary Museum, Baltimore
- 2000: Afterimage - Drawing Through Process (samen met William Anastasi, Mel Bochner, Agnes Denes, Nancy Grossman, Robert Grosvenor, Marcia Hafif, Eva Hesse, Nancy Holt, Barry LaVa, Sol LeWitt, Lee Lozano, Sylvia Plimack Mangold, Gordan Matta-Clark, Robert Morris, Bruce Nauman, Robert Overby, Dorothea Rockburne, Alan Saret, Joel Shapiro, Robert Smithson, Michelle Stuart, Richard Tuttle en Jack Whitten), Contemporary Arts Museum Houston, Houston (TX)
- 2000: The Color of Ritual, The Color of Thought - Women Avant-Garde Filmmakers in America, Whitney Museum of American Art, New York
- 2002: Die Gewalt ist der Rand aller Dinge, Generali Foundation, Wenen
- 2003: Art, Lies and Videotape: Exposing Performance, Tate Liverpool
- 2004–05: behind the facts. interfunktionen 1968 - 1975, Fundació Joan Miró, Barcelona, en Fridericianum, Kassel
- 2005: Zur Vorstellung des Terrors: Die RAF-Ausstellung, Kunst-Werke Berlin, Berlijn
- 2007: Performa 07 - The Second Biennial of New Visual Art Performance, New York
- 2007: documenta 12, Kassel. Getoond werd het werk RoS Indexical, 2007
- 2007: Tanzen, Sehen, Museum für Gegenwartskunst, Siegen
- 2007: Lights, Camera, Action: Artists´ Films for the Cinema, Whitney Museum of American Art, New York
- 2008: Here We Dance, Tate Modern, Londen
- 2018: The sound of one hand clapping (met Wim Delvoye; curator: Stef Van Bellingen), WARP, Sint-Niklaas[6]